# Vektorová databáze
Vektorová databáze nebo vektorové úložiště (anglicky vector database management system, VDBMS, vector database nebo vector store) je databáze, která spolu s dalšími datovými položkami může ukládat vektory, tedy seznamy čísel s pevnou délkou. Vektorové databáze obvykle implementují algoritmy ANN (Aproximate Nearest Neighbor), takže lze v databázi vyhledávat pomocí vektoru, a získat tak databázové záznamy, jejichž uložené vektory jsou dotazovanému vektoru nejbližší.
Vektory jsou matematické reprezentace dat ve vysokorozměrném prostoru. V tomto prostoru každá dimenze odpovídá nějaké vlastnosti (feature) dat a k reprezentaci složitých dat lze použít desítky až stovky tisíc dimenzí. Pozice vektoru v tomto prostoru představuje jeho charakteristiky. Vektorizovat lze slova, věty nebo celé dokumenty a obrázky, záznamy zvuku a další typy dat.
Vektory charakterizující data lze vypočítat z nezpracovaných dat pomocí metod strojového učení, jako jsou algoritmy extrakce znaků dat, vnoření slov nebo metody hlubokého učení. Smyslem je, aby sémanticky podobné datové položky obdržely vektory, které jsou blízko u sebe.
Vektorové databáze lze použít pro vyhledávání podle podobnosti, multimodální vyhledávání, doporučovací nástroje, velké jazykové modely (LLM) atd.
Vektorové databáze se také používají k implementaci Retrieval-Augmented Generation (RAG), což je metoda pro zlepšení doménově specifických výstupů velkých jazykových modelů. Východiskem jsou soubory textových dokumentů popisujících danou doménu a pro každý dokument se spočítá charakteristický vektor (v tomto kontextu známý jako embedding), obvykle pomocí metod hlubokého učení, a uloží se do vektorové databáze. Po zadání uživatelského dotazu se spočítá vektor odpovídající tomuto dotazu, a jeho pomocí se z vektorové databáze vyberou nejrelevantnější dokumenty. Ty jsou pak automaticky doplněny k výchozímu dotazu jako jeho kontext a velký jazykový model vytvoří odpověď v tomto kontextu.

## Příklady vektorových databází
| název                                        | Licence                                                |
| -------------------------------------------- | ------------------------------------------------------ |
| Apache Cassandra                             | Licence Apache 2.0                                     |
| Rozšíření vektorové databáze Azure Cosmos DB | N/A (Managed Service)                                  |
| LlamaIndex                                   | Licence MIT                                            |
| Milvus                                       | Licence Apache 2.0                                     |
| MongoDB Atlas                                | N/A (Managed Service)                                  |
| Couchbase                                    | N/A                                                    |
| Pinecone                                     | Uzavřený software                                      |
| Postgres s pgvector                          | PostgreSQL licence                                     |
| Qdrant                                       | Licence Apache 2.0                                     |
| Weaviate                                     | BSD 3-Clause                                           |
| Chroma                                       | Licence Apache 2.0                                     |
| Elasticsearch                                | Server Side Public License, Elastic License            |
| Vespa                                        | Licence Apache 2.0                                     |
| SurrealDB                                    | Business Source License & Apache License (po 4 letech) |